# OTO Mod. 35
OTO Mod. 35 — итальянская ручная граната, использовавшаяся королевской армией Италии в годы Второй мировой войны.

## Описание
Принятая на вооружение в 1935 году, OTO Mod. 35 вместе с гранатами SRCM Mod. 35 и Breda Mod. 35 представляла новое поколение ручных гранат, с которыми Regio Esercito вступила во Вторую мировую войну. Это наступательная граната, алюминиевый корпус которой состоит из двух половин, соединенных при помощи резьбы. Граната содержит 36 г тротила, который во время подрыва превращает находящийся в верхней части шарик свинца в дробинки.
Из всех трёх гранат mod.35, O.T.O. самая простая. Запал приводится в действие инерционным телом-шаром, заполненным свинцовой дробью и удерживаемым между колпачком в форме конуса и подпружиненным ударником. Особенностью гранаты является конструкция инерционного шара — он сделан из свинца и заполнен мелкой свинцовой дробью. В связи с тем, что граната была наступательного типа, конструкторы опасались, что при подрыве тяжёлая деталь гранаты может отлететь от точки детонации в сторону метателя достаточно далеко и нанести ему увечья. Именно поэтому свинцовый шар должен был расколоться при разрыве гранаты. Капсюль-детонатор вставлен в центральную трубку футляра с зарядом взрывчатого вещества. Предохранительный колпак соединён с коробчатым затвором соединительным звеном и крепится к корпусу при помощи второго короткого усика предохранительной чеки.

## Применение
Для метания гранаты OTO 35 требуется одной рукой плотно обхватить гранату вместе с автоматическим предохранителем, второй рукой извлечь предохранитель и бросить гранату в цель. После осуществления броска, предохранительный колпак гранаты под действием сопротивления воздуха отделяется от её корпуса и вытягивает коробчатый засов. После этого ударник гранаты удерживается от перемещения только пластинчатой пружиной. При ударе о преграду происходит сближение ударника и футляра с зарядом и накол капсюля детонатора, что приводит к его подрыву и детонации заряда гранаты.

## Страны-эксплуатанты
- Италия
- Нацистская Германия - во время второй мировой войны гранаты использовались под наименованием Handgranate 327(i)